# Jean Hélion
Jean Hélion (Couterne, 21 april 1904 - Parijs, 27 oktober 1987) was een Frans kunstschilder en schrijver.

## Leven en werk
Hélion werd geboren in Normandië. Hij trok naar Parijs voor een architectuurstudie maar koos voor de schilderkunst. Hij maakte kennis met Piet Mondriaan en Theo van Doesburg en werd een wegbereider van de abstracte kunst. In 1930 nam hij deel aan de groep van de Art Concret. Hij maakt ook deel uit van het collectief Abstraction-Création. Tussen 1934 en 1940 verbleef Hélion in de Verenigde Staten waar zich een vriendschap met Marcel Duchamp ontwikkelde. De abstracte kunst maakte opgang maar Hélion begon net toen figuratief te schilderen. In 1940 keerde hij terug naar Frankrijk om dienst te nemen in het Franse leger. Hij werd krijgsgevangen gemaakt maar slaagde erin te ontsnappen. Hélion trouwde met Pegeen Vail, dochter van Peggy Guggenheim, en vestigde zich in 1946 in Parijs. Hij bleef figuratief schilderen, maar verwerkte elementen van zijn abstracte periode in zijn werken: naakten, stillevens, landschappen, allegorieën en geschiedenisstukken. In de jaren 1960 was hij een voorbeeld voor een nieuwe generatie, de Figuration narrative met schilders als Gilles Aillaud en Eduardo Arroyo. Aan het einde van zijn leven ging zijn zicht achteruit.
Tussen 1929 en 1984 schreef Hélion zijn visie op de schilderkunst neer in Les Carnets. In 1943 werd They Shall Not Have Me gepubliceerd, het relaas dat Hélion schreef over zijn ontsnapping uit krijgsgevangenschap.

## Tentoonstellingen
Bij leven genoot Hélion succes; hij kreeg onder andere tentoonstellingen in het Musée d'Art Moderne in Parijs in 1977 en in 1984-85. In 2004 was er een retrospectieve in het Centre Pompidou en in 2024 in het Musée d'Art Moderne.